# Джонмамадова, Мехринамо Худододовна
Мехринамо Худододовна Джонмамадова (род. 21 июня 1969; Шугнанский район, ГБАО) — государственный деятель Республики Таджикистан. Заместитель министра финансов Республики Таджикистан (2014—2020).

## Биография
Родилась 21 июня 1969 года в Шугнанском районе ГБАО.

### Образование
В 1992 году окончила Таджикский государственный университет по специальности «Экономика».

### Карьера
С 1986 по 1987 год — бригадный рабочий № 4 Шугнанского района.
1987—1992 годы — студентка Таджикского Государственного Университета.
1992—1993 — Председатель Шотемурского союза молодёжи Шугнанского района.
С 1993 по 1995 — Инженер 2-го класса СМУ «ПГЭС-1».
С июля 1995 года — Специалист 1 уровня отдела бюджетного управления Министерства финансов Республики Таджикистан.
1995—1999 годы — Ведущий специалист отдела международных связей со странами СНГ бюджетного управления Министерства финансов Республики Таджикистан.
С 1999 по 2003 год — Главный специалист Департамента государственного бюджетного планирования и бюджетных отношений с государствами СНГ Департамент государственного бюджета Министерства финансов Республики Таджикистан.
2003—2004 годы — Главный специалист отдела общего планирования государственного и республиканского бюджетов департамента государственного бюджета Министерства финансов Республики Таджикистан.
С 2004 по 2006 год — Заместитель начальника Департамента общего планирования государственного и республиканского бюджетов Министерства финансов Республики Таджикистан.
2006—2007 годы — Заместитель начальника управления — начальник отдела управления государственным бюджетом департамента управления государственным и республиканским бюджетом департамента государственного бюджета Министерства финансов Республики Таджикистан.
С 2007 по 2013 год — Заместитель начальника управления — начальник отдела управления государственным бюджетом Департамента государственного и республиканского бюджета Главного управления государственного бюджета Министерства финансов Республики Таджикистан.
2013—2014 годы — и. о. заместителя начальника — начальник отдела учета и статистики государственных долгов Главного управления государственного долга и государственных финансовых активов Министерства финансов Республики Таджикистан.
С 2014 по 2020 год — Заместитель министра финансов Республики Таджикистан.
С 2020 года — Заместитель начальника Главного управления государственного бюджета — Начальник управления бюджета социальной сферы Министерства финансов.